# Katharine Burdekin
Œuvres principales
- Swastika Night

Katharine Penelope Cade (née le 23 juillet 1896 et décédée le 10 aout 1963) plus connue sous le nom de Katharine Burdekin est une romancière britannique. Ses œuvres de fictions sont centrées sur des problèmes sociaux ou spirituels à travers des utopies ou des dystopies.
Elle est la sœur cadette de Rowena Cade, fondatrice du Minack Theatre dans les Cornouailles. Une majorité de ses œuvres peut être catégorisée en tant qu’œuvre de fiction dystopique et utopique féministe. Elle utilisa le nom d'emprunt de Kay Burdekin ainsi que le pseudonyme de Murray Constantine. Ce dernier n'est découvert que lorsque Daphne Patai entreprit une recherche sur les œuvres utopiques et dystopique du milieu des années 80.

## Biographie

### Jeunesse
Katharine Burdekin est né à Spondon dans le Derbyshire en 1896, cadette d'une fratrie de 4 enfants. Elle vit dans le Derby avec sa famille et est éduquée à la maison par sa gouvernante avant de rejoindre le Cheltenham Ladies' College. Démontrant une grande intelligence et d'une soif de lecture, elle souhaite étudier à Oxford, université où ses frères étudient, mais ses parents refusent. Elle se marie en 1915 avec Beaufort Burdekin, rameur olympique et avocat, avant de donner naissance à deux filles en 1917 puis en 1920. Elle s'engage comme infirmière pendant la Première guerre mondiale. Katharine commence à écrire après son déménagement en Australie. Sa première nouvelle Anna Colquhoun est publiée en 1922. La même année, elle et son mari se séparent et elle part vivre avec sa sœur et sa mère à Minack Head dans les Cornouailles. C’est à cette période qu’elle rencontre sa compagne, Isobel Allan-Burns ; leur relation durera jusqu'à la fin de leurs jours et elle élèvera ses filles avec elle, mettant en pratique un féminisme radical qui restera intimement lié à son œuvre, y compris dans Swastika night.

### Carrière littéraire
Fortement influencée par les idées socialistes, Katharin Burdekin commence à publier des nouvelles de science-fiction questionnant la place des femmes dans la société des années 1920. Elle publie The Rebel Passion en 1929, qu'elle considère comme sa première œuvre réussie. Ses deux nouvelles, The Burning Ring et The Rebel Passion, ont pour thème le voyage temporel. Elle continue sur sa lancée, écrivant 13 nouvelles durant les années 1930 mais seulement six seront publiées. Sa partenaire la décrit comme prise d'une obsession, lisant tout ce qui lui tombe sous la main et notant chaque idée. Elle rapporte également qu'elle finit une nouvelle environ toutes les six semaines.
En 1934, elle critique ouvertement le fascisme à travers ses œuvres et pour se protéger elle et sa famille, elle adopte le pseudonyme de Murray Constantine. On ne connaîtra le lien entre Katharine Burdekin et Murray Constantine que bien plus tard après sa mort lors d'une recherche de Daphné Patai.
Elle se montre également critique vis-à-vis de la société des années 1930 à travers sa nouvelle Proud Man racontant l'histoire d'une personne hermaphrodite ayant remonté le temps constatant les rôles attribués en fonction des genres. Toujours la même année, sa nouvelle The Devil, Poor Devil ! est une satire fantastique sur la sous-estimation des pouvoirs du Mal par le rationalisme moderne.
En 1937, elle s'attaque une nouvelle fois au rôle des genres dans son best-seller Swatiska Night publié sous son pseudonyme Murray Constantine en 1937. Elle traite de la place de la masculinité au sein de l'idéal fasciste. L’œuvre se déroule des siècles après les années 1930 où le monde est divisé entre deux puissances militaires : l'Allemagne nazie et l'empire du Japon. On y découvre le Reich mourant où les juifs ont été éradiqués, les chrétiens sont devenus minoritaires tandis qu'Hitler est vénéré comme Dieu. La différence entre genres est amplifiée, les hommes ont tous les droits alors que les femmes n'en ont aucun, réduites à leur rôle de reproductrices et enfermées dans des camps de concentration. L’œuvre est décrite  comme une "critique féministe d'avant-garde". Une décennie plus tard Orwell reprendra la dystopie dans son œuvre Nineteen Eighty-Four où le Passé est volontairement oublié, où l'Histoire est réécrite et les langues réformées. Peu de livres existent à côté de la propagande et un livre est le dernier témoin du passé. Katharine Burdekin prédit la Shoah et comprend le danger que présente l'empire du Japon alors que la majorité de la société britannique prône une politique d'apaisement. Attirée par les idéaux communistes et par le pacifisme, elle renoncera au dernier en 1938, convaincue que le fascisme doit être combattu.
Elle traverse durant les années 1938 une période de dépression. Son ami Margaret L. Goldsmith essaye de la tirer de cette mauvaise passe en l'invitant à l'assister dans une recherche sur Marie Antoinette. La recherche résulte sur une nouvelle historique : Venus in Scorpio, écrite conjointement entre Goldsmith et Burdekin, sous le nom de Murray Constantine.
Après la fin de la Seconde Guerre mondiale, elle écrit six nouvelles qui ne seront publiées qu'après sa mort. Les nouvelles bien que toujours féministes prennent une direction spirituelle nouvelle. L'une des nouvelles est publiée par The Feminist Press à New York en 1989. La nouvelle nommée The End of This Day's Business décrit un monde opposé à Swastika Night, où hommes et femmes ne dominent ni les uns ni les autres dans un futur proche. Elle critique la vision d'un renversement de la domination des genres, préférant un futur où la domination des genres n'existe plus.
Elle écrit plusieurs livres pour enfants dont le The Children's Country, appelé St John's Eve aux États-Unis. Le livre raconte l'histoire d'un garçon et d'une fille découvrant un monde sans genres et discutant de leurs libertés dans ce monde.
Katharine s'éteint 23 juillet 1963.

## Œuvres

### Romans
- (en) Anna Colquhoun, 1922
- (en) The Reasonable Hope, 1924
- (en) The Burning Ring, 1927
- (en) The Children's Country, 1929Sous le nom de Kay Burdekin.
- (en) The Rebel Passion, 1929
- (en) Quiet Ways, 1930
- (en) Proud Man, 1934Sous le nom de Murray Constantine.
- (en) The Devil, Poor Devil!, 1934Sous le nom de Murray Constantine.
- Swastika Night, Piranha, 2016 ((en) Swastika Night, 1937)
- (en) Venus in Scorpio, 1940Sous le nom de Murray Constantine, Écrit avec Margaret Goldsmith.
- (en) The End of This Day's Business, 1989